# Энтлебух (управление)
Энтлебух (нем. Amt Entlebuch) — бывший округ в Швейцарии. Центр округа — город Шюпфхайм.
Существовал до 2012 года в составе кантона Люцерн. 1 января 2013 года все управленческие округа кантона Люцерн были упразднены. Был создан избирательный округ Энтлебух, в состав которого вошли все коммуны упразднённого округа Энтлебух и коммуна Вольхузен, ранее входившая в состав округа Зурзе.
Занимал площадь 410,13 км². Население 18 384 чел. Официальный код — 0301.

## Коммуны округа
| Герб        | Коммуна     | Население (2005) | Площадь км² | Официальный код |
| ----------- | ----------- | ---------------- | ----------- | --------------- |
| Допплешванд | Допплешванд | 697              | 6,95        | 1001            |
| Энтлебух    | Энтлебух    | 3329             | 56,90       | 1002            |
| Эшольцмат   | Эшольцмат   | 3210             | 61,29       | 1003            |
| Флюли       | Флюли       | 1830             | 108,24      | 1004            |
| Хасле       | Хасле       | 1724             | 40,33       | 1005            |
| Марбах      | Марбах      | 1193             | 45,10       | 1006            |
| Ромос       | Ромос       | 735              | 37,24       | 1007            |
| Шюпфхайм    | Шюпфхайм    | 3749             | 38,37       | 1008            |
| Вертенштайн | Вертенштайн | 1917             | 15,80       | 1009            |
|             | Итого (9)   | 18 384           | 410,13      | 0301            |